# Президентская кампания Николая Харитонова (2024)
Президентская кампания Николая Михайловича Харитонова на выборах 2024 года началась 23 декабря 2023 года, по итогам XVIII съезда Коммунистической партии Российской Федерации. Ранее он баллотировался на выборах 2004 года, на которых занял 2-е место, получив 13,7 % голосов. В возрасте 75 лет Харитонов стал старейшим кандидатом в президенты России в истории, побив рекорд 71-летнего Владимира Жириновского на выборах 2018 года.

## Предыстория
19 ноября 2021 года на XI форуме специалистов политических профессий депутат Государственной думы Сергей Обухов представил список возможных претендентов на президентский пост в 2024 году от КПРФ. В него вошли такие люди, как предприниматель Павел Грудинин, депутаты Госдумы Дмитрий Новиков, Алексей Куринный, Юрий Афонин, Олег Михайлов и Леонид Калашников, губернатор Орловской области Андрей Клычков и депутат Саратовской областной думы Николай Бондаренко.
13 декабря 2023 года издание «Ведомости» назвало возможным кандидатом в президенты от КПРФ Николая Харитонова, ранее участвовавшего в президентских выборах 2004 года. Сам Харитонов отметил, что решение по кандидату будет принимать съезд: «Разговоров много идёт, всё взвешивается, поэтому кто, что и как — на съезде, я думаю, всё чётко определится». Также не исключалась возможность участия в выборах лидера КПРФ Геннадия Зюганова.
20 декабря 2023 года президиум ЦК КПРФ рекомендовал выдвинуть Николая Харитонова в качестве возможного кандидата в президенты. 23 декабря Харитонов был официально выдвинут кандидатом в президенты России, по итогу 
предвыборного XVIII съезда КПРФ, за его выдвижение проголосовали 175 из 188 делегатов съезда. В день выдвижения также было объявлено, что Геннадий Зюганов возглавит избирательный штаб Харитонова.

## Политические позиции
19 января 2024 года Николай Харитонов представил свою предвыборную программу, предполагающую национализацию минерально-сырьевой базы и введение прогрессивной шкалы налогообложения. Ещё одним пунктом программы является увеличение зарплат, пенсий, стипендий и минимального размера оплаты труда. Кроме того, предлагается принять меры по снижению темпов роста цен на продовольственные товары и товары первой необходимости. Кампания также в значительной мере построена на теме необходимости скорого достижения победы в российском вторжении в Украину. 
Харитонов с самого начала заявлял, что в течение предвыборной кампании не будет критиковать действующего президента РФ Владимира Путина. Лозунг кампании Харитонова-2024: «Поиграли в капитализм и хватит».
Во время своей избирательной кампании Николай Харитонов представил на рассмотрение 3 законопроекта. Так, кандидат от партии КПРФ предложил внести поправки о конфискации за преступления против государственной безопасности, в составе группы депутатов внес законопроект об ограничениях при продаже безалкогольных тонизирующих (в том числе энергетических) напитков несовершеннолетним и представил от собственной партии проект об отмене НДФЛ для многодетных граждан.

## Ход кампании

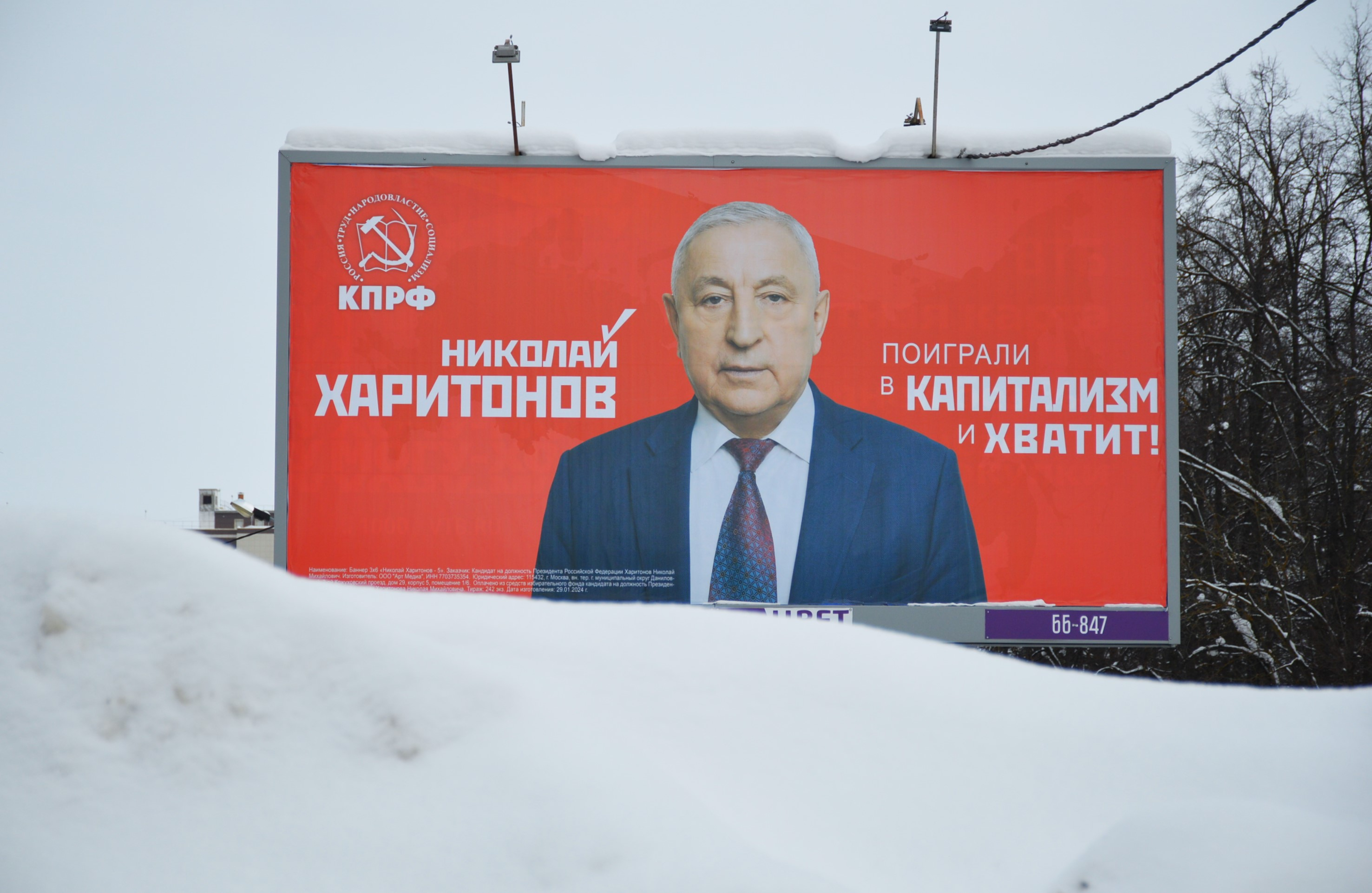
Предвыборная агитация Николая Харитонова на билборде в Казани

27 декабря 2023 года, после выдвижения кандидатуры съездом Коммунистической партии, Харитонов подал документы для участия в выборах в ЦИК РФ, а 29 декабря ЦИК официально зарегистрировала список уполномоченных представителей КПРФ и разрешила открыть избирательный счёт.
15 января 2024 года Николай Харитонов посетил Хабаровский край, где прошла встреча с губернатором региона Михаилом Дегтярёвым.
24 января 2024 года ЦИК зарегистрировал уполномоченных представителей Николая Харитонова по финансовым вопросам.
30 января 2024 года ЦИК опубликовал информацию о доходах кандидатов, согласно которой, Харитонов в период с 2017 по 2023 год заработал 36,23 млн руб. Кандидат задекларировал два земельных участка (в Новосибирской области и в Краснодарском крае), жилой дом в Новосибирской области, две квартиры в Краснодарском крае и гараж в Новосибирской области. Кроме этого, в декларации указан автомобиль УАЗ 2000 года выпуска.
10 февраля 2024 года ВЦИОМ опубликовал первый электоральный рейтинг кандидатов в президенты России. Согласно опросу, Николай Харитонов находится на третьем месте с 4 % голосов.
26 февраля 2024 года на первых телевизионных дебатах Николай Харитонов выступил с предложением увеличить стипендии студентам как минимум до 80 % МРОТ, а также напомнил о законопроекте фракции КПРФ «Образование для всех», который содержит новую стратегию образовательной политики, в том числе предусматривающей запрет на ликвидацию школ и детских садов без согласия граждан.
27 февраля 2024 года на теледебатах вместо Николая Харитонова выступал историк и публицист Евгений Спицын, заявив что обострение отношений с Западом и США связано с «решением крымской проблемы». При этом Спицын отметил, что в азиатском регионе Россия может играть роль посредника.
28 февраля 2024 года на телевизионных дебатах Николай Харитонов заявил, что единственная перспектива окончания боевых действий на Украине на сегодня — «полный разгром Украины, принуждение к капитуляции» и переговоры «на наших условиях». По его словам, на достижение этих целей сейчас работают «вся страна» и «весь рабочий класс».
29 февраля 2024 года Николай Харитонов отметил, что необходимо готовиться к возвращению бойцов с боевых действий на Украине, в том числе подготовить программы психологического восстановления и проводить мониторинг рынка труда.
13 марта 2024 года пресс-служба Николая Харитонова заявила, что в штабе кандидата с 14 марта начнётся контроль за ходом голосования, при этом в дни выборов штаб будет работать в круглосуточном режиме.
За время своей предвыборной кампании Николай Харитонов совершил 9 поездок в регионы.

## Реакция
Ряд сторонников КПРФ раскритиковал выдвижение Харитонова, посчитав его слабым кандидатом. Лидер союзного с КПРФ «Движения за новый социализм» Николай Платошкин заявил, что кандидатура Харитонова была выдвинута без согласования с ДЗНС и поэтому не будет им поддержана. Недовольство выдвижением Харитонова также высказали руководитель «Левого фронта» Сергей Удальцов и сторонники кандидата от КПРФ на предыдущих президентских выборах Павла Грудинина. Ряд политологов, таких как Константин Калачёв, Илья Гращенков и Александр Рудаков, высказал мнение, что выдвижение Харитонова может привести к потере для КПРФ стабильного второго места на выборах.

## Результаты
Николай Харитонов набрал 4,31% голосов и, тем самым, занял 2-е место. Согласно данным ЦИК, кандидат занял второе место в 54 из 89 регионов, а наибольший процент голосов получил в Орловской области (более 9 %) и Калмыкии (7,7 %).
После своего поражения Харитонов заявил, что считает достойным свой результат на выборах главы государства.

Результаты Николая Харитонова на президентских выборах в России 2024 года